# الکالا دو گواداریا
الکالا دو گواداریا (به اسپانیایی: Alcalá de Guadaíra) یک شهرستان در اسپانیا است که در اندلس واقع شده‌است.

## خصوصیات
الکالا دو گواداریا ۲۸۴٫۶۱ کیلومترمربع مساحت و ۷۰٬۱۵۵ نفر جمعیت دارد و ۴۶ متر بالاتر از سطح دریا واقع شده‌است.